# Extended ISA

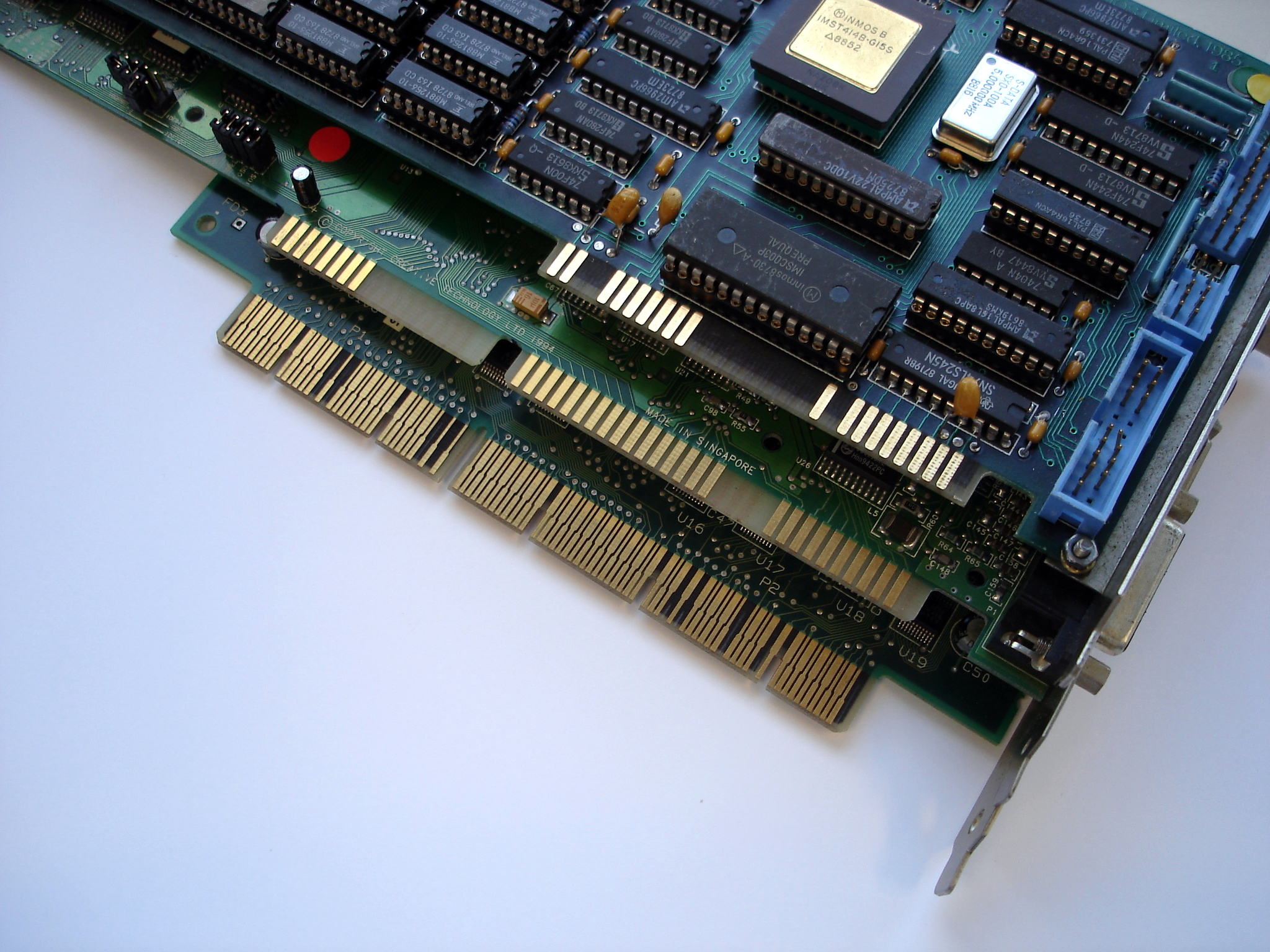
Von unten nach oben: EISA-, ISA- und XT-Anschlüsse

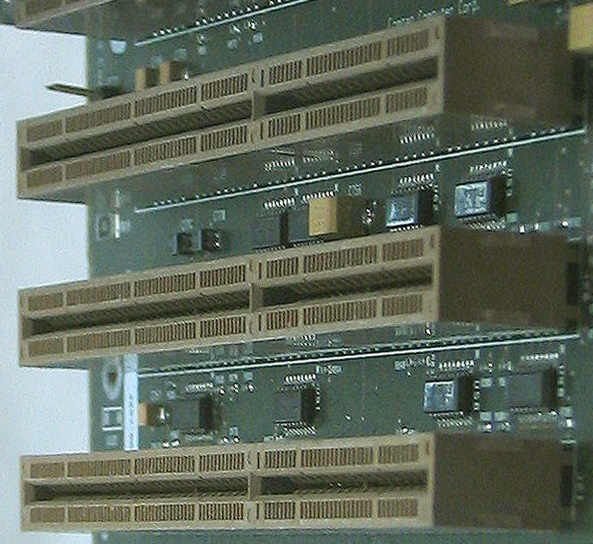
Drei EISA-Slots

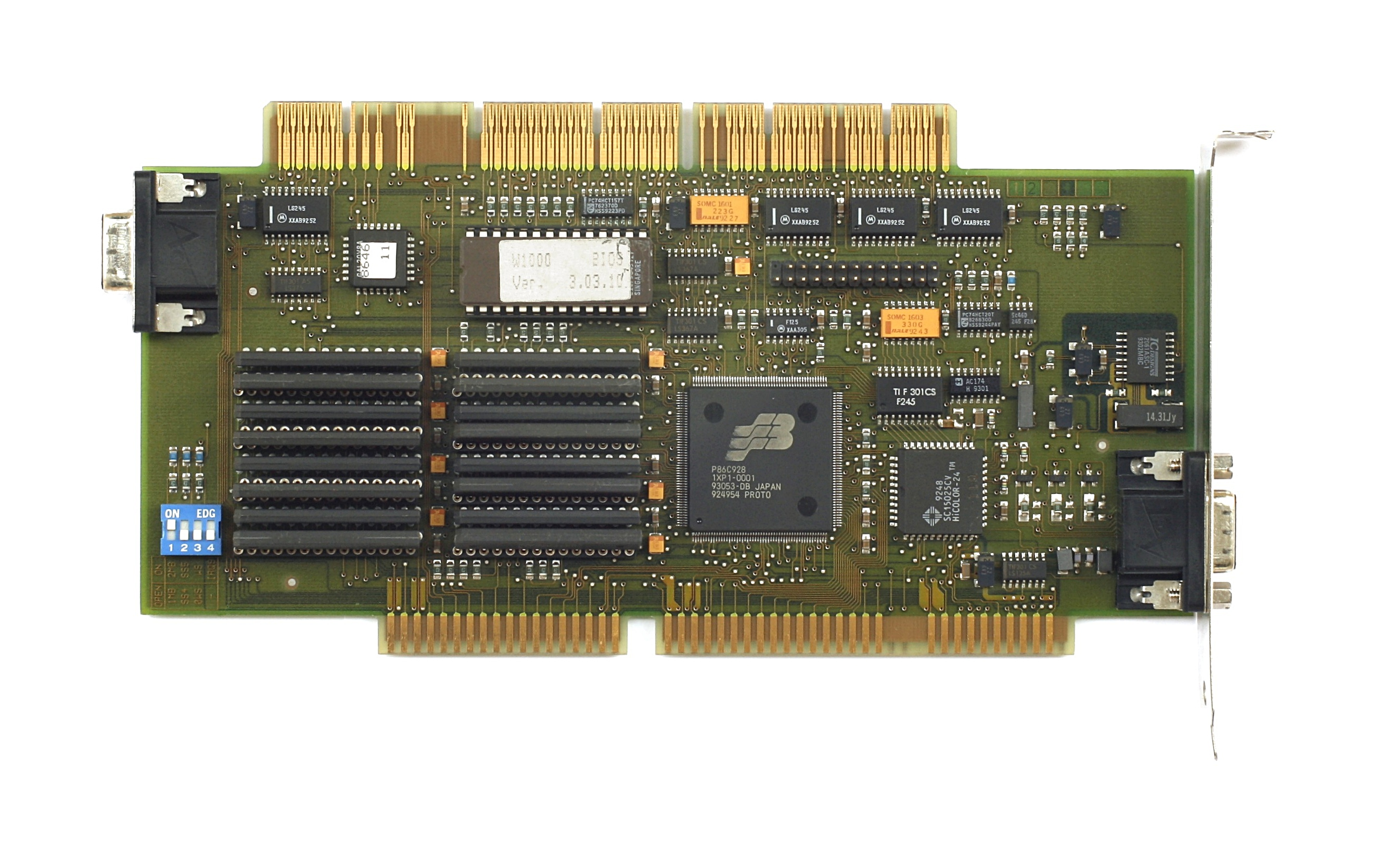
Eine Grafikkarte (ELSA Winner 1000) für den ISA- und EISA-Slot

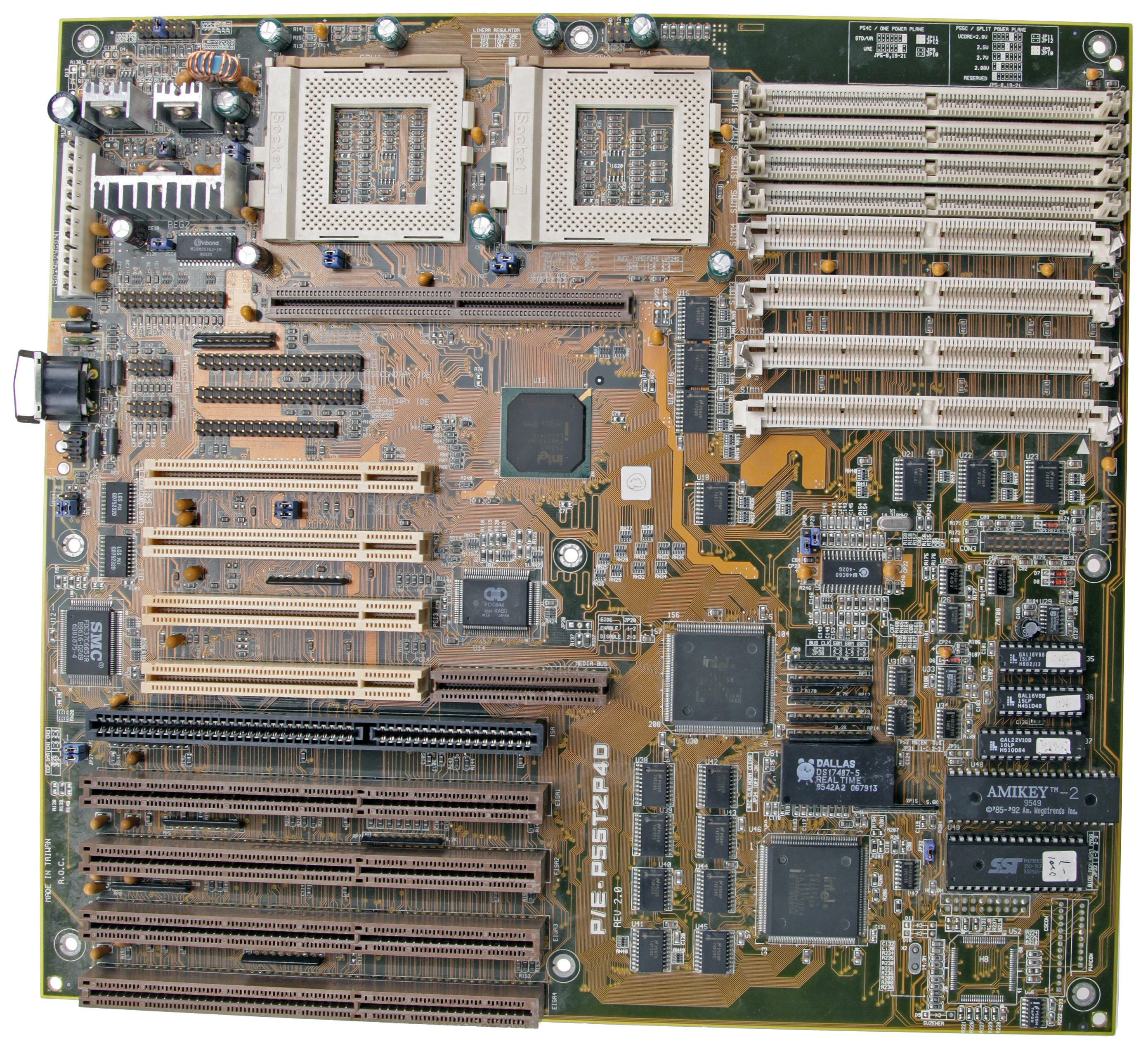
Asus Motherboard P/E P55T2P4D REV 2.0 mit Dual Sockel 7, EISA und ASUS Media Bus Rev. 2.0

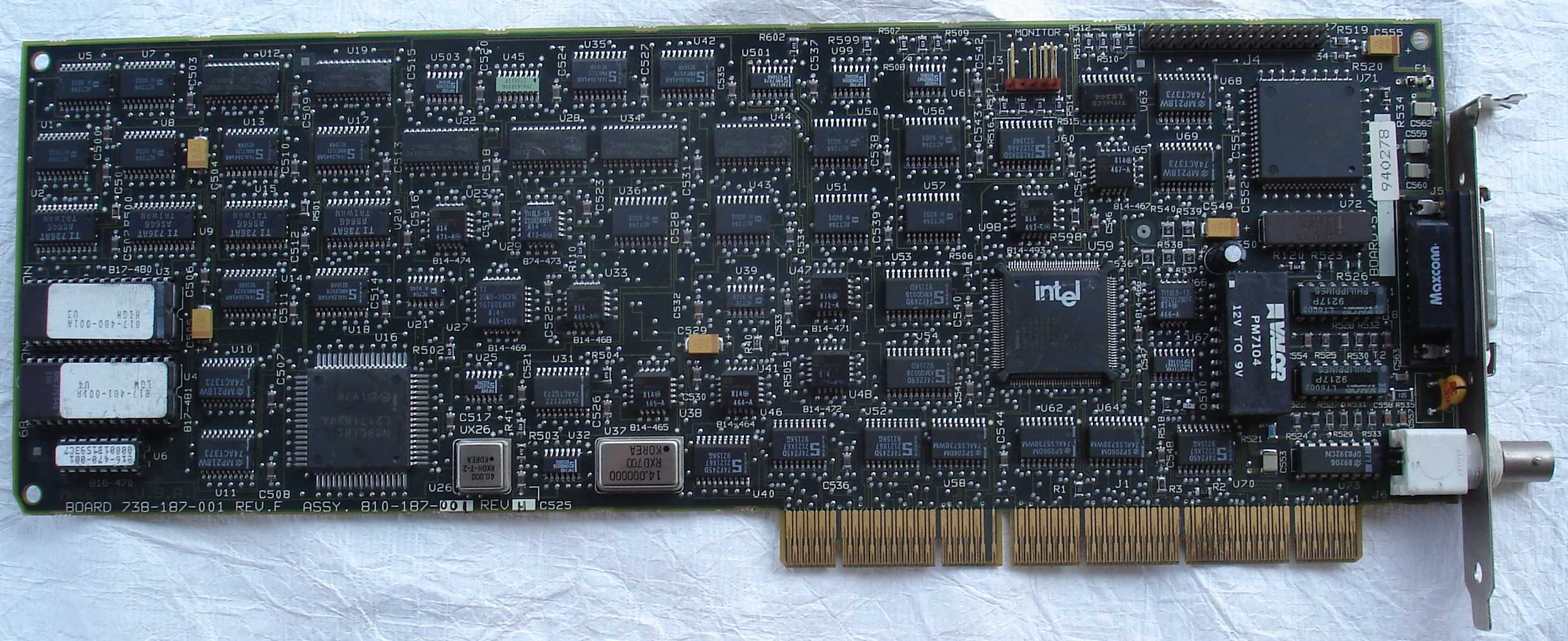
EISA-Netzwerkkarte (Novell NE3200) mit RG58- und AUI-Netzwerkschnittstelle

Die Extended Industry Standard Architecture (in der Praxis fast immer nur EISA genannt) ist ein Standardbus, der den ISA-Bus auf 32 Bit erweitert. Außerdem fügt er die Möglichkeit hinzu, den Bus zwischen mehreren CPUs zu teilen. Die Unterstützung für das Bus Mastering ist auch weiter verbessert worden, so dass nun 4 GB Speicher erreichbar sind. Im Gegensatz zum MCA kann EISA ältere Karten vom XT-Bus und von ISA-Bus einsetzen. Dies wird durch ein zweistöckiges Design des Slots und eine Sperrkerbe (verhindert, dass die älteren Karten die neu hinzugekommenen Kontakte berühren) ermöglicht. Die Konfiguration der Erweiterungskarten musste manuell im BIOS getätigt werden, eine automatische Konfiguration wie bei PCI gab es hier noch nicht.
Der EISA-Standard wurde in den späten 1980er Jahren von Compaq initiiert – als Gegenspieler zu IBMs MCA in ihrer PS/2-Serie. Obwohl EISA MCA technisch eigentlich unterlegen war, erlangte es durch seine Rückwärtskompatibilität größere Popularität.

## Technische Daten
| Busbreite                             | 32 Bit                          |
| einsetzbare Steckkarten               | 16 Bit ISA, XT-Bus, 32 Bit EISA |
| Pins                                  | 98 + 100 Inlay                  |
| Rastermaß                             | 2,54 mm / 1,27 mm               |
| Betriebsspannungen                    | +5 V, −5 V, +12 V, −12 V        |
| Bustakt                               | 8,33 MHz                        |
| theoretischer Datendurchsatz (32 Bit) | ca. 32 MByte/s                  |
| nutzbarer Datendurchsatz (32 Bit)     | ca. 20 MByte/s                  |